# Michaił Gobeczija
Michaił Aleksiejewicz Gobeczija (ros. Михаил Алексеевич Гобечия, ur. 1902 w Calendżisze w guberni kutaiskiej, zm. 11 grudnia 1937 w Tbilisi) – radziecki działacz partyjny.

## Życiorys
Od 1919 należał do RKP(b), od 1931 do listopada 1932 był sekretarzem odpowiedzialnym Adżarskiego Komitetu Obwodowego Komunistycznej Partii (bolszewików) Gruzji, a od stycznia do czerwca 1932 zastępcą kierownika Wydziału Organizacyjnego KC KP(b)G. Od czerwca 1932 był słuchaczem kursów marksizmu-leninizmu przy KC WKP(b), 1934-1936 sekretarzem Komitetu Miejskiego KP(b)G w Tbilisi, 1936-1937 II sekretarzem, a 1937 I sekretarzem Abchaskiego Komitetu Obwodowego KP(b)G. 22 marca 1936 został odznaczony Orderem Czerwonego Sztandaru Pracy.
15 października 1937 został aresztowany, następnie rozstrzelany.